# 윌리엄 스튜어트
윌리엄 스튜어트(Payne Stewart, 1957년 1월 30일 ~ 1999년 10월 25일)는 3번의 남자 메이저 골프 대회를 포함하여 PGA 투어를 11번 우승한 미국의 프로 골프 선수이다.
스튜어트는 관중들에게 대중적인 골프 선수였으며 관중들은 스튜어트의 독특한 의상에 사료잡혔다.
42세의 나이로 비행기 사고로 사망했다.